# Corcoué-sur-Logne
Corcoué-sur-Logne é uma comuna francesa na região administrativa da Pays de la Loire, no departamento de Loire-Atlantique. Estende-se por uma área de 50,39 km². Em 2010 a comuna tinha 3 021 habitantes (densidade: 60 hab./km²).